# Thalassius radiatolineatus
Thalassius radiatolineatus är en spindelart som beskrevs av Embrik Strand 1906. Thalassius radiatolineatus ingår i släktet Thalassius och familjen vårdnätsspindlar. Inga underarter finns listade i Catalogue of Life.